# Helminthostachys zeylanica
Helminthostachys zeylanica je druh kapradiny z čeledi hadilkovité a jediný druh rodu Helminthostachys. Je to středně velká pozemní kapradina s listem děleným na sterilní členěnou čepel a fertilní výtrusnicový klas. Vyskytuje se v nížinných lesích tropické Asie, Austrálii a Tichomoří. Rostlina má význam v tradiční asijské medicíně.

## Popis
Helminthostachys zeylanica je stálezelená pozemní kapradina s krátce plazivým oddenkem, dorůstající výšky 20 až 60 cm. List je členěný na fertilní a sterilní část. Sterilní část listu vyhlíží jako dlanitě členěná, ve skutečnosti se však jedná o trojčetnou čepel jejíž velké bazální segmenty jsou dále rozdělené. Okraj listů je nepravidelně zubatý. Žilnatina je tvořena volnými žilkami, jež se dále vidličnatě dělí na souběžné jemnější žilky. Fertilní část listu vyrůstá z báze sterilní čepele a má podobu stopkatého, válcovitého klasu. Sporangia jsou kulovitá, vyrůstající v pseudopřeslenech. Spory jsou kulovité, triletní, se síťkovaným povrchem.

## Rozšíření
Druh se vyskytuje v tropických nížinách od Indie a Srí Lanky přes jižní Čínu, Indočínu a jihovýchodní Asii po tropickou Austrálii a ostrovy západního Tichomoří. Roste v podrostu tropických lesů a na okrajích bažin.

## Taxonomie
Druh byl popsán Carlem Linnéem již v roce 1753 jako Osmunda zeylanica.

## Význam
Rostlina je ceněná v tradiční čínské medicíně zejména jako antipyretikum, antiflogistikum a při různých jaterních onemocněních. Má také protizánětlivé účinky. Je používána i v lidové medicíně Indie a Srí Lanky. Směs prášku z oddenku této kapradiny a puškvorce obecného slouží k léčení impotence. Rostlina se v Číně vlivem intenzivního sběru a zániku stanovištních biotopů stala vzácným a ohroženým druhem.